# Río Puelche
El río Puelche es un curso natural de agua que nace en el paso Pichi Trolón, en el límite internacional de la Región del Maule, y fluye con dirección general poniente hasta desembocar en el río Maule. Tiene una longitud de 40 km.: 385 

## Historia
Francisco Astaburuaga escribió en 1899 en su obra póstuma Diccionario geográfico de la República de Chile sobre el río:
Puelche.-—Riachuelo del centro de los Andes en el departamento de Talca. Es de corto curso y corre estrechado entre alturas en dirección hacia el O. á echarse en la margen del norte ó derecha del Maule, poco más arriba de donde éste recibe el río de la Invernada.